# Arcor (Lebensmittelhersteller)
Arcor SAIC (Abkürzung für Arroyito Córdoba) ist ein argentinisches Unternehmen aus dem Nahrungsmittelbereich, das international – mit Schwerpunkt in Lateinamerika – tätig ist. Arcor stellt eine große Vielfalt an Lebensmitteln, Süßigkeiten, Schokolade, Keksen, Bonbons, Eiscreme, Backwaren und funktionellen Produkten wie Verpackungen und Rohstoffen her. Die Firma ist der weltweit größte Bonbonhersteller und unterhält strategische Allianzen mit großen Firmen wie Danone, Brach's und Bimbo.
Sitz des Unternehmens ist die Stadt Arroyito in der Provinz Córdoba, etwa 150 km östlich der Provinzhauptstadt. Das Unternehmen verfügt in mehreren anderen Städten Argentiniens sowie in den Nachbarländern über Produktions- und Verwaltungsstätten.

## Geschichte
Arcor wurde am 5. Juli 1951 gegründet und installierte sein erstes Bonbonwerk in der Stadt Arroyito in der Provinz Córdoba, Argentinien. Im Jahr 1958 erreichte Arcor eine tägliche Süßwarenproduktion von 60.000 Kilogramm und nahm neben der Bonbonherstellung auch die Produktion weiterer Rohstoffe auf. Ab 1967 expandierte Arcor nach ganz Argentinien. Im selben Jahrzehnt begann Arcor den Bau mehrerer Industrieanlagen, um alle Schritte der Fertigungskette im Unternehmens abzuwickeln, von den Rohstoffen bis zur Verpackung, einschließlich der Energieerzeugung. 1976 expandierte ARCOR nach Paraguay, Uruguay folgte 1979, Brasilien 1981 und Chile 1989.
1995 expandierte Arcor nach Peru und baute eine Süßwarenfabrik. 1998 erwarb die Arcor-Gruppe das chilenische Unternehmen Dos en Uno, den dortigen Marktführer im Süßwaren- und Schokoladenbereich. 1999 wurde in Bragança Paulista (Brasilien) die Schokoladenfabrik mit der fortschrittlichsten Technologie der Region installiert. 2000 wurden Büros in Mexiko und Kolumbien und ein neues Vertriebszentrum in Chile eröffnet. Ein Jahr später folgten Handelsbüros in Kanada. Ebenfalls 2001 wurde eine Vereinbarung mit Brach's (USA) geschlossen und die Marken Kid's, Poosh, Amor, Pirapito und 7Belo von Nestlé Brasilien erworben.
2002 trat Arcor in Europa in Erschreibung und eröffnete ein Handelsbüro in Barcelona, Spanien. Im selben Jahrzehnt expandierte Arcor nach Südafrika, Venezuela und China. Im Jahr 2005 wurde die Firma Benvenuto SACI, führend in der Herstellung von Konserven und Konfitüren in Argentinien, aufgekauft. Seit 2006 besteht in Mexiko eine strategische Allianz mit Bimbo, wo ebenfalls eine Fabrik errichtet wurde.
Im Jahr 2017 konsolidierte der Konzern sich durch den Erwerb von 7 Industriebetrieben in Argentinien als einer der wichtigsten Verpackungshersteller in der Region.
2022 nahm Arcor die Produktion in Afrika auf und eröffnete seine erste Schokoladen-, Süßwaren- und Keksfabrik in Angola, die größte Fabrik ihrer Art in diesem Land.